# Plastrowanie dynamiczne
Ten artykuł opisuje teorie, metody lub czynności niezgodne ze współczesną wiedzą medyczną.

Oklejenie karku w terapii zawrotów głowy

Plastrowanie dynamiczne (inaczej Kinesio Taping) – metoda terapeutyczna polegająca na oklejaniu wybranych fragmentów ciała plastrami o specjalnej strukturze, jest jedną z metod plastrowania. Została opracowana i spopularyzowana na początku lat osiemdziesiątych przez Japończyka Dr Kenzo Kase. Wykorzystuje się w niej specjalnie wytworzony plaster – Kinesio Tex Gold. Jest to plaster nieograniczający ruchów, rozciągający się tylko na długość, o ciężarze i grubości zbliżonych do parametrów skóry. Jest odporny na działanie wody i nie powoduje uczuleń dzięki specjalnemu klejowi, którym jest nasączony z jednej strony. Kolory aplikacji nie mają żadnych dodatkowych działań.

## Skuteczność
Badania nad skutecznością plastrowania dynamicznego są prowadzone od momentu stworzenia tej metody.
Opublikowany został jeden przypadek zastosowania plastrowania dynamicznego przy dotkliwych bólach w dolnej partii pleców. Autorzy podkreślają stosowanie tej metody jako metody pomocniczej, przy czym w publikacji nie ma wzmianki o podstawowym leczeniu, któremu pacjent był poddany. Jest to również publikacja oparta na obserwacji pojedynczego przypadku, brak w niej jakiejkolwiek grupy kontrolnej. Z tych powodów publikacja ta nie spełnia żadnych wymagań randomizowanych badań kontrolnych, a więc jest bezwartościowa z punktu widzenia  medycyny opartej na faktach.
Plastrowanie dynamiczne ma również zastosowanie przy wzmacnianiu mięśni czworogłowych uda podczas ćwiczeń izokinetycznych. Opis trzech przypadków przygotowany przez polskich lekarzy wskazuje, że w leczeniu paliatywnym metoda plastrowania dynamicznego przynosi korzystne rezultaty. Jedno z badań wykazało poprawę w zakresie ruchów i bólu przy kontuzjach barku, jednak bez poprawy u młodych pacjentów z bólem ramienia.
Autorzy przeglądu systematycznego opublikowanego w 2014 roku w Journal of Psychophysiology wskazują na brak skuteczności tej metody w redukcji bólu pleców, bólu barków, bólów dolnego odcinka kręgosłupa. Jednocześnie plastrowanie dynamiczne miało taką samą skuteczność jako naklejenie plastrów w przypadkowy sposób (placebo), a jakość metodologii dotychczasowych badań była średnia (6,1 na 10 punktów w skali PEDro). W innym, opublikowanym w 2015 roku w British Journal of Sports Medicine, wskazano, że plastrowanie dynamiczne nie ma większej skuteczności w leczeniu przewlekłych bólów mięśniowo-szkieletowych. Kontrowersje dotyczące stosowania tej metody pojawiają się również w serwisach popularnonaukowych.